# Wudalianchi
Wudalianchi (en chino, 五大连池; pinyin, Wǔdàliánchí) es un municipio  bajo la administración directa de la Prefectura Heihe en la Provincia de Heilongjiang, República Popular China.  Su área es de 8745 km² y su población total para 2010 superó los 360 mil habitantes. 

## Administración
Desde julio de 2020, el  Municipio Wudalianchi se divide en 12 pueblos que se administran en 1 subdistrito,  7 poblados y 4 villas.